# Funaria aristatula
Funaria aristatula är en bladmossart som beskrevs av C. Müller 1879. Funaria aristatula ingår i släktet spåmossor, och familjen Funariaceae. Inga underarter finns listade i Catalogue of Life.